# زبان سیلته
زبان سیلته از زبانهای سامی رایج در کشور اتیوپی می‌باشد که حدود هشتصد و سی هزار گویشور دارد. بیشتر متکلمین این زبان در آدیس آبابا بسر می‌برند.